# Puncheon
Puncheon, auch Punchion oder Pencheon, war ein englisches Volumenmaß und gehörte zu den älteren Maßen. Es kann als Fass verstanden werden. Das Maß war recht unterschiedlich bei der Ware und in den Regionen. Das Maß war für Flüssigkeiten auch in den britischen Kolonien und in den Vereinigten Staaten in Nordamerika gültig. Es wurde nicht bei Bier angewandt.
Die Maßkette war bei Ale
- 1 Puncheon = 1 ⅓ Hogsheads = 2 Barrels = 4 Kilderkins = 8 Firkins = 64 Gallons = 256 Quarts = 512 Pints = 14.658,995 Pariser Kubikzoll = 290,78131 Liter

Die Maßkette war  bei Bier (allgemein)
- 1 Puncheon = 1 ⅓ Hogsheads = 2 Barrels = 4 Kilderkins = 8 Firkins = 72 Gallons = 288 Quarts = 576 Pints = 16.491,369 Pariser Kubikzoll = 327,12897 Liter

Die Maßkette war  bei Branntwein, Wein, Most, Essig und Öl
- 1 Puncheon = 1 ⅓ Hogsheads = 2 Tierze = 84 Gallons = 168 Pottles = 336 Quarts = 672 Pints 
  - 1 Puncheon = 19.233 Pariser Kubikzoll = 381 Liter (neues Maß)
  - 1 Pucheon/Pencheon = 84 Gallons = 4,54609 Liter/Gallone mal 84 Gallons= 381,872 Liter[1]
  - 1 Puncheon = 18.648 Pariser Kubikzoll = 369 ½ Liter (altes Maß)
  - 1 Puncheon = 16.044 Pariser Kubikzoll = 318 Liter (Ausnahmen an verschiedenen Orten)